# Hybomitra confiformis
Hybomitra confiformis är en tvåvingeart som beskrevs av Chvala och Moucha 1971. Hybomitra confiformis ingår i släktet Hybomitra och familjen bromsar. Inga underarter finns listade i Catalogue of Life.